# Christina List
Christina List (født 1981 i Silkeborg) er en dansk krimiforfatter og psykoterapeut og tidligere landsholdsudøver på det danske Taekwondolandshold.

## Forfatterkarriere
List debuterede som forfatter i 2012 med to selvhjælpsbøger med titlerne Opskriften På Lykke og Den Glemte Sandhed samt som krimiforfatter i 2022 med debutromanen Kun Vi Kender Sandheden.
Den psykologiske krimi Kun Vi Kender Sandheden blev nomineret til en Mofibo Award.
I september 2023 udkom Som To Dråber Blod, efterfølgeren til Kun Vi Kender Sandheden.
I september 2024 udkom Døden Bærer Mit Navn, tredje og sidste bog i serien.

## Baggrund
Hun har studeret forskellige psykologiske retninger, og hun er uddannet i 2011 som psykoterapeut i Aarhus på EIP-Instituttet. List praktiserer som psykoterapeut og arbejder under kriminalforsorgen.
List er født i Silkeborg, men opvokset i Sorring.

## Idræt
List har to sorte bælter i taekwondo og har været udøver på det danske landshold. Hun har bl.a. vundet DM, Copenhagen Open og Nordiske Mesterskaber. Hun har også været ungdomselite badmintonspiller og vundet DM og landsmesterskaberne flere gange. Christina er blevet hædret for begge sine idrætspræstationer. Hun har bl.a. været portrætteret i AstmaAllergi magasinet, hvor hun udtaler sig om sine udfordringer med at kombinere eliteidræt med svær astma.

## Privat
List er den yngste af 6 søskende og datter af Rigmor List og Ejgil Mikkelsen. Hun er bosiddende i Silkeborg sammen med sine to sønner.